# Las Vegas (serie de televisión)
Las Vegas es una serie de televisión de Estados Unidos, emitida por NBC desde septiembre de 2003 hasta febrero de 2008. 

## Sinopsis
La serie trataba sobre uno de los mayores hoteles y casinos de Las Vegas, el Montecito, y sus trabajadores, que gira en torno a Ed Deline, (James Caan), un estricto exagente de la CIA que pasó de ser Jefe de Seguridad a convertirse en presidente de operaciones del Montecito, cuyo trabajo consiste en ejecutar las operaciones del día a día del casino. La serie fue cancelada al final de la quinta temporada.

## Personajes principales

### Ed Deline
(Interpretado por James Caan), antiguo agente de la CIA, es el presidente de operaciones o gerente del "Montecito" durante las cuatro primeras temporadas. Protector con su familia y respetado por su equipo es un hombre duro que no duda en usar la fuerza para conseguir lo que quiere. Sus lazos con la CIA se han hecho patentes en varias tramas de la serie, como en el capítulo "El Padre de la Novia", durante la boda de su hija, Delinda. En la tercera temporada, Ed se retira del Montecito durante un tiempo hasta que regresa al casino tras haberlo adquirido Casey Manning. Al principio de la quinta temporada huye de la ciudad acusado de haber matado al padre de Mary Conell. En el último capítulo de la serie, Jillian, su esposa, confiesa que se ha separado de Ed y que este vuelve a estar con la CIA.

### Danny McCoy
(interpretado por Josh Duhamel), nacido en Las Vegas, es un teniente condecorado del Cuerpo de Marines de los Estados Unidos, así como el jefe de seguridad del Montecito y mano derecha de Ed Deline, el presidente de Operaciones. En la segunda temporada, su padre, Larry McCoy (John Terry), muere dejándole en herencia su casa y su empresa de construcción, McCoy Constructions. Durante el periodo de Monica Mancuso, en la tercera temporada, se convierte en el presidente de Operaciones. Aunque en las primeras temporadas tiene una relación con Mary Connell, su amiga de la infancia, acaba enamorándose de Delinda Deline. Viven juntos y están a punto de tener un bebé.

### Mary Connell
(interpretada por Nikki Cox), directora de eventos especiales del casino en las primeras temporadas, es ascendida a mánager y coordinadora del hotel en la tercera temporada. Nació y creció en Las Vegas y es amiga de la infancia de Danny, con quien tuvo una relación intermitente. McCoy le propuso matrimonio en la segunda temporada pero ella le rechazó. Mary ha tenido una vida difícil ya que su padre abusaba sexualmente de ella cuando era una niña. Testificó contra él en un juicio interpuesto por su madrastra y al final de la cuarta temporada Mary busca a su padre para matarlo. Aunque le disparó dos veces fue Ed Deline quien acabó con su vida. Danny le ayuda a huir y está escondida y viviendo en la casa de sus sueños, según se puede ver en una fotografía que recibe McCoy en la quinta temporada.

### Mike Cannon
(interpretado por James Lesure), ingeniero electrónico por el MIT. Al principio Mike es un aparcacoches del Montecito pero pronto se incorpora al equipo de seguridad gracias a Ed Deline. En la quinta temporada, cuando Danny, su mejor amigo, es ascendido a Presidente de Operaciones, él se convierte en el Jefe de Seguridad y Vigilancia. Es un chico gracioso y optimista pero no tiene suerte en el amor, aunque ha tenido varias relaciones, como con Nessa y Sarasvati. En la quinta temporada, tras emborracharse, amanece casado con Piper Nielsen. Aunque intentaron anular el matrimonio, decidieron continuar casados.

### Samantha Márquez
(interpretada por Vanessa Marcil), anfitriona del casino, la mejor del mundo según ella. Nació en Texas y vive en una suite del Montecito. Se encarga de que los VIP del hotel estén a gusto y dejen la mayor cantidad de dinero en el casino. Estuvo casada con Casey Manning de quien se divorció tras siete años de separación. Cuando este muere, Sam hereda el Montecito y todas sus deudas con lo que se convierte en la dueña, aunque solo dura una semana hasta que A. J. Cooper lo compra y se hace cargo de las deudas. Al final de la cuarta temporada, un VIP la secuestra y ella, al defenderse, acaba lanzándolo desde un avión. Este hecho tan traumático le pasa factura en la quinta temporada. Ha tenido varias relaciones pero al final aparece el hermano de Casey, Vic Manning, con quien se compromete en la despedida de soltera de Piper. Según Sam, se casa porque le recuerda a Casey pero con los sucesos del último capítulo la boda no llega a celebrarse.

### Delinda Deline
(interpretada por Molly Sims), la hija de Ed y Jillian Deline. Es la directora de entretenimiento y encargada de comidas y bebidas del Montecito, responsable del Mystique, del Opus y del bar Bella Petto. Es una chica vivaz, divertida y optimista. Aunque desde el principio Danny y ella se han sentido atraídos, Delinda estuvo a punto de casarse al final de la tercera temporada con un amigo de su infancia, Derek, pero se suspendió la boda cuando Ed recibió un disparo. En las últimas temporadas por fin llevan una relación estable Danny McCoy y viven juntos y Delinda queda embarazada de Danny . En el último capítulo, tras haber suspendido la boda por el aparente accidente de A. J. Cooper y saber que está vivo, Delinda siente dolores y tiene complicaciones con el embarazo.

### Nessa Holt
(interpretada por Marsha Thomason), "la Reina de Hielo", la supervisora de las mesas del casino y la mejor crupier de Las Vegas, conocedora de todo lo que ocurre dentro del casino. Nació en Mánchester, Inglaterra, pero debido al oscuro pasado de su padre, un conocido jugador y timador, y a su conexión con Ed, Nessa vivió durante años con la familia Deline. Al comienzo de la tercera temporada se desvela que Nessa ha abandonado Las Vegas para, con una nueva identidad, poder vivir con su padre, quien habría fingido su muerte. Aunque tuvo un acercamiento con Mike, todo se dio por acabado cuando Nessa se fue sin despedirse.

### Otros personajes secundarios
- Jillian Deline (interpretada por Cheryl Ladd); esposa de Ed Deline; se divorcia de Ed en la quinta temporada.

- A.J. Cooper (interpretado por Tom Selleck); propietario del Montecito en la quinta temporada.

- Piper Nielsen (interpretada por Camille Guaty); esposa de Mike Cannon.

- Mitch Sassen (Mitch Longley); miembro del equipo de Seguridad.

- Polly (Suzanne Whang); manicurista.

- Monica Mancuso (Lara Flynn Boyle); dueña del Montecito durante la tercera temporada; muere empujada por el viento desde la azotea.

- Casey Manning (Dean Cain).; exesposa de Samantha Márquez y propietario del Montecito a la muerte de Monica; muere en un accidente de pesca.

- Sarasvati Kumar (Lakshmi Manchu); contadora; tuvo un romance con Mike.

- Vic Manning (Charlie Koznick); hermano de Casey Manning.

- Gunther (Harry Groener); chef.

- Gavin Brunson (James McDaniel); propietario del Montecito durante la primera y segunda temporada.

- Det. Luis Pérez (Guy Ecker); policía amigo de Danny y Mary; fue enviado a Irak y murió en combate.

## Temporadas
| Temporada | Temporada | Episodios | Episodios | Emisión original         | Emisión original      |
| Temporada | Temporada | Episodios | Episodios | Primera emisión          | Última emisión        |
| --------- | --------- | --------- | --------- | ------------------------ | --------------------- |
|           | 1         | 23        | 23        | 22 de septiembre de 2003 | 17 de mayo de 2004    |
|           | 2         | 24        | 24        | 13 de septiembre de 2004 | 23 de mayo de 2005    |
|           | 3         | 23        | 23        | 19 de septiembre de 2005 | 12 de mayo de 2006    |
|           | 4         | 17        | 17        | 27 de octubre de 2006    | 9 de marzo de 2007    |
|           | 5         | 19        | 19        | 28 de septiembre de 2007 | 15 de febrero de 2008 |

## Apariciones de estrellas famosas
- Alec Baldwin como Jack Keller, episodios 12 y 32.
- Terry Bradshaw como Peter "Pete" Skinner, episodio 104.
- JC Chasez como William, exnovio de Piper, episodio 98.
- Rachel Leigh Cook como Penny Posin, episodios 50-53.
- Elliott Gould como El Profesor, episodio 4.
- Tamyra Gray como Patty, episodio 65.
- Brian Austin Green como Connor Mills, episodio 14.
- Jill Hennessy como Dr. Jordan Cavanaugh de Crossing Jordan en varios episodios.
- Jerry O'Connell como el Detective Woody Hoyt de Crossing Jordan en varios episodios.
- Paris Hilton como Madison, la prometida de Connor Mills, episodio 14.
- James Hong como Soli Tendar Monk, episodio 76.
- Dennis Hopper como Jon Castille, episodio 16.
- Kathryn Joosten como Roberta "Robbie", episodio 104.
- Jon Lovitz como Fred Puterbaugh episodios 14, 25 y 46.
- Christian Kane como Bob, episodio 20.
- Dominic Keating como Anthony Demby episodio 12.
- Sylvester Stallone como Frank, episodio 35 y 41.
- Robert Wagner como Alex Avery, episodio 66.
- Jean-Claude Van Damme como Jean-Claude Van Damme, episodio 15.
- Black Eyed Peas.
- Snoop dogg.
- Rihanna.
- Bon Jovi
- Criss Angel episodio 8 temporada tres.

## Cameos
Criss Angel, Paul Anka, Ashanti, Big & Rich, Clint Black,
Black Eyed Peas, Blue Man Group, James Blunt, Jon Bon Jovi, Brooks & Dunn,
Michael Bublé, Brooke Burke, Lance Burton, Charo, Sasha Cohen, Snoop Dogg,
Duran Duran, Annie Duke, John Elway, Daniel Evans, Everlast,
Oscar Goodman, Hugh Hefner, Ben Jelen, Ron Jeremy, Jewel,
Jimmie Johnson, Gladys Knight, Chad Knaus, Don Knotts, Howard Lederer,
John Legend, Lil' Flip, Little Richard, Los Lonely Boys,
Maloof family, Howie Mandel, Dave Mirra, Mark McGrath, Mims,
Montgomery Gentry, Ne-Yo, Wayne Newton, OK Go, Tony Orlando, Donny Osmond,
Penn and Teller, Wolfgang Puck, The Polyphonic Spree, The Pussycat Dolls,
Rihanna, Dennis Rodman, Joe Rogan, Sugar Ray, Sugarland,
Lawrence Taylor, Cowboy Troy, Jean-Claude Van Damme, Kendra Wilkinson.

## El Montecito

### Localización
El Montecito es completamente ficticio, no existe en Las Vegas. En las cinco temporadas estuvo ubicado en el terreno que se encuentra frente al Luxor, Mandalay Bay y al Excalibur.

### Apariencia
En las dos primeras temporadas es un edificio de 50 pisos, todo blanco y tiene medios picos de torres en los costados. En el último capítulo de la segunda temporada lo derriban y lo vuelven a construir, desde ese momento hasta el final de la serie, el Montecito pasa a tener 60 pisos, es de vidrio en el exterior, tiene una pantalla gigante en el centro, arriba, con imágenes del casino y un video de presentación. Desde debajo de esa pantalla, sale una catarata artificial que va desde ahí hasta los primeros pisos inferiores.

## Cancelación
En marzo de 2008, la NBC decidió cancelar Las Vegas debido a la poca audiencia que estaba registrando y por falta de presupuesto. De los 22 capítulos planeados para la 5.ª temporada, solo 19 se llegaron a grabar. El último capítulo tiene un final abierto dejando muchas incógnitas en el aire:
- ¿Realmente perdió Delinda su embarazo?
- ¿Cómo hizo A.J Cooper para escapar del terrible accidente aéreo?
- Con la aparente muerte de A.J Cooper, ¿podrá comprar el hermano de Cassey Manning el Montecito?
- Se casarán después de todo Danny y Delinda, Mike y Piper, y Sam y el hermano de Cassey?

Las dudas existen al igual que las hipótesis respecto al embarazo, el accidente, las bodas y a más cosas que quedaron pendientes. 
Gary Scott Thompson anunció meses después de finalizar la serie, que estaba tratando de crear una película que le diera un final concreto a Las Vegas pero nunca se supo nada de dicho largometraje.